# Roepstoel

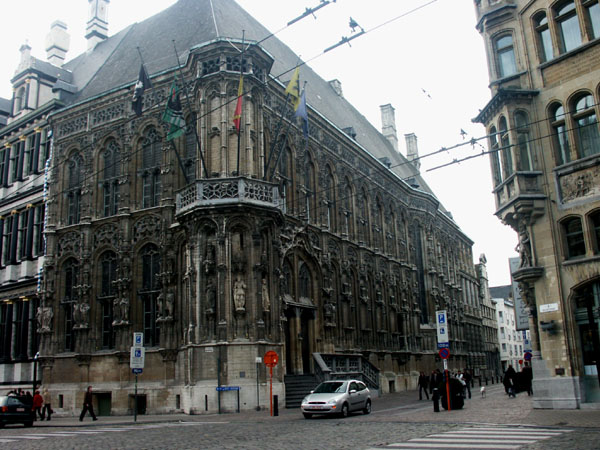
Roepstoel van het Stadhuis van Gent

Een roepstoel is een vaste plaats of gestoelte, van waar in vroeger tijden verordeningen werden afgelezen. Om bekend te maken wanneer een dergelijk gebeuren plaatsvond werd gewoonlijk de klok geluid.
De roepstoel was een stenen balkon met gesloten borstwering, dat zich bevond op de eerste verdieping van het stadhuis, alwaar ook de vergaderzaal gelegen was. Een dergelijke voorziening werd voor het eerst toegepast in laatgotische gebouwen.
Uit de roepstoel heeft zich later het balkon ontwikkeld, dat oorspronkelijk de rol van statussymbool vervulde bij voorname woningen.

## Externe link

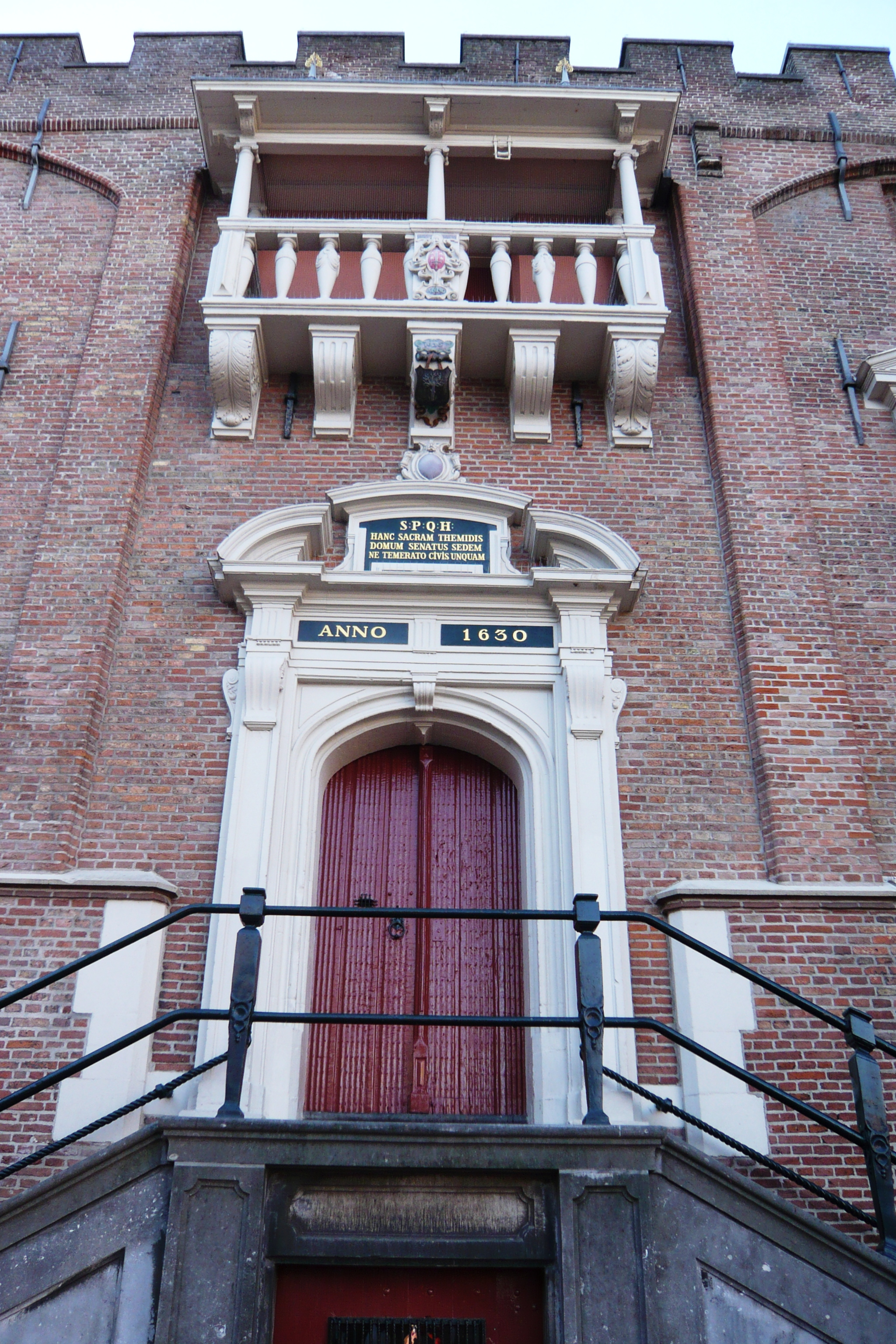
Stadhuis Haarlem bordes met roepstoel
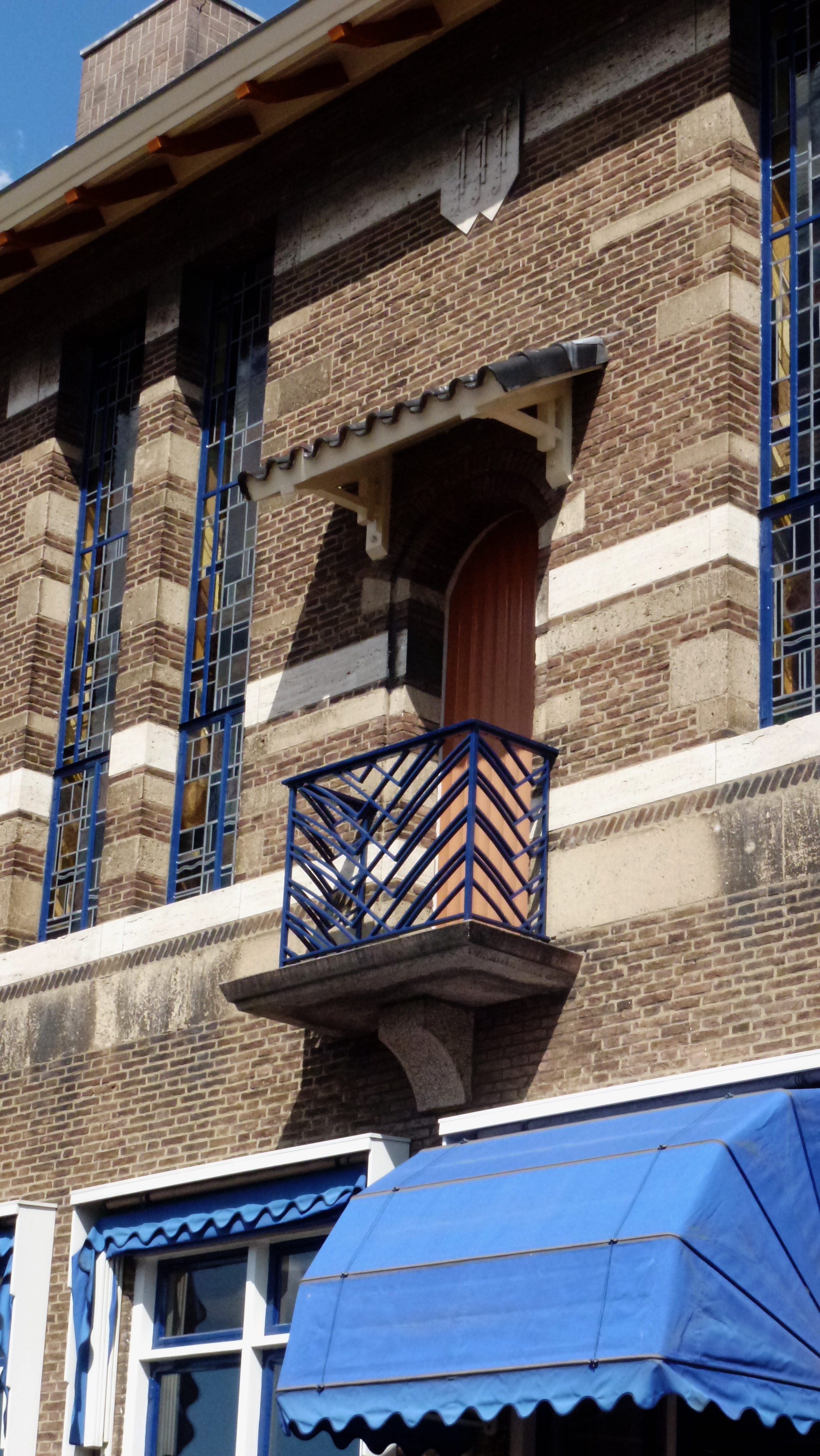
Roepstoel Raadhuis Zwijndrecht